# Liste der Baudenkmäler in Erlangen-Alterlangen
In der Liste der Baudenkmäler in Alterlangen sind die Baudenkmäler im Erlanger Ortsteil Alterlangen aufgelistet. Zu diesen Baudenkmälern gibt es auch eine Bildersammlung.
Diese Liste ist eine Teilliste der Liste der Baudenkmäler in Erlangen. Grundlage der Liste ist die Bayerische Denkmalliste, die auf Basis des bayerischen Denkmalschutzgesetzes vom 1. Oktober 1973 erstmals erstellt wurde und seither durch das Bayerische Landesamt für Denkmalpflege geführt und aktualisiert wird. Die folgenden Angaben ersetzen nicht die rechtsverbindliche Auskunft der Denkmalschutzbehörde.

## Baudenkmäler
| Lage                                       | Objekt                                 | Beschreibung | Akten-Nr.                | Bild            |
| ------------------------------------------ | -------------------------------------- | --- | ------------------------ | --------------- |
| Alterlanger Straße (bei Nr. 17) (Standort) | Martersäule                            | Bildstock, Sandstein, 18. Jahrhundert | D-5-62-000-744 Wikidata  | Martersäule     |
| Alterlanger Straße 5 (Standort)            | Fachwerkscheune                        | Bezeichnet „1776“ | D-5-62-000-743 Wikidata  | Fachwerkscheune |
| Kosbacher Weg 69 (Standort)                | Einfamilienhaus                        | eingeschossiger, L-förmiger Flachdachbau in Hanglage, Ziegelmauerwerk zum Teil verputzt, zum Teil mit Riemchen verblendet, von Arno Manig, 1962 | D-5-62-000-1488          | BW              |
| Möhrendorfer Straße 31 a (Standort)        | Katholische Pfarrkirche St. Heinrich   | Zentralbau mit gefaltetem Pyramidendach, verkupferte Fichtenholzkonstruktion über von zwölf Rundstützen getragenem Ring, zwölf farbig verglaste Zwickelfenster, 1967–1970 von Paul Becker (Erlangen); mit Ausstattung; zusammen mit Gemeindezentrum und Pfarrhaus über Hof erschlossen Glockenstuhl aus zwei aufragenden Betonplatten                                                                           | D-5-62-000-1021 Wikidata | weitere Bilder  |
| Schallershofer Straße 22 (Standort)        | Evangelisch-lutherische Johanneskirche | Flachgeneigter Satteldachbau mit seitlich stehendem Glockenturm mit steilem Pyramidendach über dem Eingang, Kirchensaal schlichter Hallenbau mit Dachuntersichten und schmalen, seitenschiffartigen Gängen, 1963/64 von Franz Lichtblau und Ludwig J. N. Bauer; mit Ausstattung; 1966 von den gleichen Architekten mit Pfarrhaus und Gemeindesaal und einen an den Kirchenbau anschließenden Innenhof erweitert | D-5-62-000-1022 Wikidata | weitere Bilder  |